# 2025년 네덜란드 총선
2025년 네덜란드 총선은 2025년 6월 3일 딕 스호프가 이끄는 스호프 내각이 사임한 후 하원 의원을 선출하기 위한 네덜란드의 조기 총선이다. 2025년 10월 29일에 치러질 예정이다.

## 배경
2023년 네덜란드 총선의 결과 제4차 뤼터 내각의 모든 정당은 의석을 잃었다. 자유당은 하원에서 사상 처음으로 최대 정당이 되었고, 이후 자유민주인민당(VVD), 신사회계약당(NSC), 농민시민운동당(BBB)과 연립 정부를 구성했다. 무소속 딕 스호프를 총리로 하는 스호프 내각은 2024년 7월 2일 취임했다.
2025년 6월 3일, 자유민주인민당는 난민 정책을 둘러싼 갈등으로 연정을 탈퇴했고, 이에 따라 스호프는 내각의 사임서를 제출했다. 이에 따라 2025년 10월 29일에 조기선거이 실시되기로 했으며, 원래 차기 총선은 2028년 3월 15일에 예정되어 있었다.

## 선거 제도
선거법 C.1, C.2, C.3조에 따라 하원 선거는 조기선거가 소집되지 않는 한 4년마다 3월에 실시된다. 하원 150명의 의원은 '준연동형 비례대표제'로 선출된다. 각 정당의 의석 수는 동트 방식을 사용하여 결정된다. 한 정당이 의석 배분을 받으려면 최소 한 석에 해당하는 헤어 쿼터 이상의 득표를 얻어야 하며, 이는 봉쇄 조항이 0.67%임을 의미한다. 유권자는 선호 투표를 할 수 있다. 정당이 얻은 의석은 먼저 선호 투표에서 헤어 쿼터의 최소 25%(즉 한 석의 ¼ 또는 총투표수의 0.17%)를 얻은 후보자에게 할당되며, 이는 선거 명부의 순위와 관계없이 적용된다. 한 정당에서 여러 후보자가 이 기준을 통과하면, 이들의 순위는 득표 수를 기준으로 결정된다. 남은 의석은 선거 명부상 순위에 따라 후보자에게 할당된다.